# Majunying
Majunying (chinesisch 马军营乡, Pinyin Mǎjūnyíng Xiāng) ist eine Gemeinde im Norden der chinesischen Provinz Shanxi. Sie gehört administrativ zum Stadtbezirk Pingcheng der bezirksfreien Stadt Datong. Sie verwaltet ein Territorium von 110 km² und hatte im Jahr 2000 eine Bevölkerung von 84.731 Personen in 25.429 Haushalten.
Über das Gebiet von Majunying führen zahlreiche Fernstraßen, aber auch die Bahnstrecke Datong–Puzhou und die Bahnstrecke Datong–Qinhuangdao. Majunying ist Standort zweier Kraftwerke, eines Motorenwerkes, einer Chemiefabrik, einer Anlage zur Kohlevergasung und einer pharmazeutischen Fabrik.
Per 2017 unterstanden der Gemeinde Majunying 21 Dörfer.